# Експедиція до пекла (фільм)
«Експедиція до пекла», досл. «Спуск» (англ. Descent) — канадський фантастичний телефільм-катастрофа 2005 р. Sci Fi Channel.
Тейглайн: «Заглиблюємося!»

## Сюжет
Група вчених проводить небезпечні експерименти з досягнення нових видів енергії, не підозрюючи, що за цим стоїть військове лобі, яке шукає нові типи зброї. У цей час доктор Джейк Роллінз, колишній учасник проекту, разом зі своїми помічниками Блеком і Декером стикається з аномальною появою лави в місцях, де вулканічна активність давно припинилася.
Крім викидів лави починаються землетруси, один з яких руйнує Сієтл, вивченням проблеми починає займати спеціальний представник президента США Марша Кроуфорд, що не входить у плани військового куратора проекту генерала Філдінга. Проте вони вирішують залучити до роботи доктора Роллінза. Комісія доходить висновку, що єдиним виходом з ситуації є закладка на глибині в декілька кілометрів двох атомних зарядів, вибух яких повинен призвести до зміщення тектонічних плит. Тепер ученим належить спуск на величезну глибину в спеціально створеній для цього машині. 

## Ролі
- Люк Перрі — доктор Джейк Роллінз
- Наталі Браун — Джен
- Майкл Дорн — генерал Філдінг
- Рік Робертс — доктор Палмер Дрейк
- Бренді Ворд — доктор Карен Вест
- Мімі Кузик — Марша Кроуфорд

## Критика
На сайті IMDb рейтинг фільму становить 3,2/10.